# Greșeala Vraciului
Greșeala Vraciului (engleză The Spook's Mistake) apărută la Random House la data de 16 aprilie 2008, este a cincea carte din seria Cronicilor Wardstone, a lui Joseph Delaney. Comitatul devine un loc tot mai periculos pe zi ce trece, așa încât Tom este trimis de magistrul sǎu în nord, pentru a studia timp de câteva luni cu un alt vraci, Bill Arkwright. Metodele acestuia sunt mai neortodoxe, dar a pregǎtit la vremea lui mulți ucenici, iar acum a venit timpul sǎ facǎ același lucru pentru Tom. Când Cel Rau își trimite fiica, pe cumplita vrǎjitoare Morwena, sǎ-l ucidǎ pe bǎiat, Bill face o greșeala și Tom e nevoit sǎ-și înfrunte singur dușmanii. Vraciul și Alice îi sar în ajutor, dar vor putea oare înfrunta o asemenea putere întunecata? Iar greșeala Vraciului aduce Intunericul mai aproape de victoria finalǎ.
Deranjat cǎ Vraciul nu-i permite sǎ pǎrǎseascǎ Chipenden de teama Diavolului, Tom prinde prima oportunitate când Vraciul e plecat ca sǎ ia cumpǎrǎturile și este prins pentru armatǎ (press-gang), Alice folosește Ingrozirea pentru a-i speria pe soldați și-l salveazǎ. Vraciului îi spun cǎ Alice i-a fǎcut pe soldați sǎ o fugǎreascǎ, dar acesta este îngrijorat de întâmplare și-l trimite pe Tom la vraciul Bill Arkwright la Caster. 
La Caster Tom urcǎ pe un feribot condus de Matthew Gilbert care-l duce pânǎ la marginea domeniului celuilalt Vraci. Tom intrǎ singur în casǎ și gǎsește o scrisoare prin care Bill îi transmite cǎ e plecat cu treabǎ și Tom nu trebuie sǎ rǎneascǎ fantomele din casǎ.
În zilele care urmeazǎ, Tom își dǎ seama curând cǎ noul sǎu magistru este bețiv și brutal. Aproape îl înneacǎ atunci când încearcǎ  sǎ-l învețe sǎ înoate și-l bate mǎr la fiecare luptǎ cu toiagul și colac peste pupǎzǎ câinii-lup ai lui Bill îl înspǎimântǎ pe Tom. Umplându-i-se paharul, Tom pleacǎ în noaptea celei de a treia zile. La un moment dat își dǎ seama cǎ este urmǎrit de cei doi câini și dǎ peste Bill care-l aștepta. Acesta îi aratǎ scrisoarea pe care i-o trimisese Vraciul pentru Tom. Vraciul scrie cǎ Bill este cel mai potrivit pentru a-l învǎța pe Tom sǎ lupte și Tom acceptǎ sǎ se întoarcǎ înapoi cu Bill.
Noul sǎu magistru îl învațǎ despre vrǎjitoarele de apǎ și, pe parcurs, Tom învațǎ sǎ înoate. Ca sǎ-l testeze, Bill îl pune sǎ alerge prin mlaștini în cǎutarea unei mǎnǎstiri abandonate, cu câinii pe urmele lui. Se întâlnește cu o vrǎjitoare de apǎ, dar inițial nu-și dǎ seama ce e destul de repede. Îl paralizeazǎ cu Ochiul Sângelui (Bloodeye) și începe sǎ-l târascǎ de ureche, pânǎ ce unul dintre câini, Ghearǎ, îi ajunge din urmǎ și-i sfâșie degetele.
Bill îi împǎrtǎșește ulterior cǎ vrǎjitoarea era Morwena, fiica Necuratului, și cǎ Bill o vâna de câțiva ani. Tom îi scrie Vraciului, apoi el și Bill pornesc sǎ o vâneze. Dupǎ ce vorbesc cu un pustnic care pretindea cǎ are posibilitatea sǎ gǎseascǎ pe oricine, cei doi își iau o cameră la o cârciumǎ, mǎnâncǎ - Bill se îmbatǎ - și se culcǎ pentru câteva ore. La trezire Tom descoperǎ cǎ Bill este grav bolnav și pleacǎ împreunǎ cu Ghearǎ. La întoarcere descoperǎ cǎ Bill lipsește, toiagul lui e rupt în bucǎți, o gheatǎ plutește afarǎ și celǎlalt câine, Colț, e mort.
Tom este nevoit sǎ foloseascǎ o oglindǎ ca sǎ o punǎ pe Alice la curent cu lipsa lui Bill și pornește împreunǎ cu Ghearǎ spre casa celuilalt Vraci. În acea noapte, una dintre fantomele casei, mama lui Bill, îi spune lui cǎ magistrul sǎu e în viațǎ. A doua zi primește o scrisoare de la Vraci prin care acesta îi ordonǎ sǎ pǎrǎseascǎ Caster imediat. Acesta se întoarce acasǎ și dǎ peste Alice. Împreunǎ se întorc pe feribot sǎ cerceteze, când sunt atacați. Își dau repede seama cǎ Matthew Gilbert este de fapt Necuratul, care l-a omorât pe adevǎratul Matthew Gilbert, iar ei doi sunt, de fapt, momealǎ pentru Vraci. 
Acesta reușește în cele din urmǎ sǎ-i salveze și toți trei pornesc sǎ-l salveze pe Bill. Reușesc cu ajutorul vrǎjitoarei asasine Grimalkin. Vraciul și Alice sunt prinși în timp de Diavol și acesta îl trimite pe Tom sǎ o omoare pe Morwena singur. Grimalkin îl ajutǎ din nou, la rugǎmintea lui Alice și pe notǎ de plecare îi spune să o viziteze de Midsummers, când fiul unei vrǎjitoare devine bǎrbat.
Aflând cǎ Alice își folosise puterile de vrǎjitoare, Vraciul hotǎrǎște sǎ o bage într-un puț, dar Bill și Tom se opun așa cǎ pânǎ la urmǎ o exileazǎ. Înainte sǎ plece încearcă să-l convingă pe Tom să folosească un urcior de sânge conținând sângele Morwenei ca sǎ se protejeze de Diavol, dar acesta refuzǎ. Conștientǎ cǎ ar putea fi ultima datǎ când îl vede, îl sǎrutǎ, apoi se întoarce și fuge cǎtre Pendle. Vraciul pleacǎ dupǎ o sǎptǎmânǎ, iar dupǎ șase luni Tom terminǎ pregǎtirea cu Bill.
Pe drumul de întoarcere la Chipenden, Tom se întâlnește din nou cu Necuratul, care-i spune că, de fapt, el și Osoasa Lizzie sunt adevǎrații pǎrinți ai lui Alice. Dupǎ ce Tom îi spune Vraciului, acesta îi împǎrtǎșește cǎ avusese suspiciuni în această privințǎ și împreunǎ concluzioneazǎ cǎ Alice trebuie sǎ-și fi folosit propriul sânge pentru urcior, la cât de disperatǎ era sǎ-l protejeze pe Tom.

## Personaje
- Tom
- Bill Arkwright
- Diavolul
- Morwena
- Grimalkin

## Detalii de publicare
Cartea a apǎrut în România la editura Corint Junior în variantǎ cu copertǎ rigidǎ și ca audiocarte, cititǎ de Rǎzvan Exarhu.